# Фёдоров, Михаил Петрович
Михаи́л Петро́вич Фёдоров (род. 11 мая 1945, Таллин, Эстонская ССР) — советский и российский учёный-гидроэнергетик, доктор технических наук, профессор, академик РАН (2011). С октября 2003 года по май 2011 года — ректор СПбГПУ, с 2015 года — президент СПбГПУ. Заслуженный деятель науки Российской Федерации.

## Биография
Родился 11 мая 1945 года.
В 1969 году окончил Ленинградский политехнический институт (ЛПИ) по кафедре использования водной энергии гидротехнического факультета.
В 1974 году защитил диссертацию на соискание ученой степени кандидата, в 1985 году — доктора технических наук.
С 22 мая 2003 года — член-корреспондент РАН по Отделению энергетики, машиностроения, механики и процессов управления (секция энергетики). Автор более чем 300 научных публикаций, в том числе 56 учебников, пособий, монографий, авторских свидетельств и патентов на изобретения (на август 2013 индекс Хирша по версии РИНЦ — 4, по версии Scopus — 0, по версии WOS — 0). Является основоположником и первым лектором курсов лекций по экологическим аспектам природопользования для студентов в Политехническом университете.
Областью научных интересов М. П. Федорова является гидроэнергетика и охрана окружающей среды. Его многолетние научные исследования в области взаимодействия и изучения функциональных связей между техническим объектом и природной средой, корректирующих обмен энергии, вещества и информации, позволили сформировать новое направление в обосновании и проектировании энергетических объектов — целенаправленное формирование природно-технической системы. В результате многофакторного анализа связи показателей качества геосистемы с параметрами производственной деятельности энергетического объекта были созданы имитационные модели их взаимодействия, которые позволили оценить экологическую безопасность при использовании водных ресурсов. Метод был реализован при обосновании проектируемых, строящихся, эксплуатируемых и реконструируемых энерговодохозяйственных комплексов на Северо-Западе, в Поволжье, в Западной и Восточной Сибири, в Средней Азии, на Северном Кавказе, на Украине и в странах Балтии.
В последние годы М. П. Федоров ведет исследования в области применения энергетических технологий для экологически безопасной утилизации твердых и жидких отходов и использования биогаза в местах складирования, сжигания отходов и др. Исследования по комплексной технологии утилизации отходов включают полный цикл обращения вторичных энергетических и ресурсов, начиная с формирования отходов и заканчивая утилизацией энергии.
Прошёл путь от студента ЛПИ до ректора своей альма-матер:
- 1969 — окончил ЛПИ по кафедре использования водной энергии гидротехнического факультета
- 1972—1986 находился на преподавательской работе на Кафедре использования водной энергии ЛПИ (младший научный сотрудник, ассистент, доцент)
- С 1986 — профессор ЛПИ
- 1986—1995 — декан гидротехнического факультета ЛПИ/ЛГТУ/СПбГТУ
- 1988 — по инициативе Федорова на гидротехническом факультете ЛПИ организована кафедра «Экологические основы природопользования» (с 2006 — кафедра «Гражданское строительство и прикладная экология»)
- С 1995 — заведующий Кафедрой экологических основ природопользования СПбГТУ
- 1995—2003 — первый вице-президент СПбГТУ/СПбГПУ
- 30 сентября 2003 — май 2011 — ректор СПбГПУ
- С 2015 — президент СПбПУ[3]

Председатель научно-технического совета ОАО «РусГидро», член Межведомственного северо-западного координационного совета при РАН по фундаментальным и прикладным исследованиям, член Научно-технического совета при Правительстве Санкт-Петербурга.

## Награды и почётные звания
Награждён орденами «Знак Почёта» (1986), «Почёта» (1999), «За заслуги перед Отечеством» IV степени (2005), медалью академика А. Н. Крылова (2008), лауреат премии Правительства Российской Федерации в области образования (2005), лауреат премии имени А. Н. Крылова в области технических наук Правительства Санкт-Петербурга (2008).
Премия имени Г. М. Кржижановского (2015, совместно с А. Ф. Дьяковым) — за цикл новых опубликованных работ о безопасности и надежности электрических станций.
Заслуженный деятель науки Российской Федерации, Почётный работник высшего профессионального образования Российской Федерации, Почётный инженер Санкт-Петербурга, действительный член Международной академии наук высшей школы, член Президиума Санкт-Петербургского научного центра РАН, член Международной инженерной академии, президент Российского научно-технического общества энергетиков и электротехников, член Санкт-Петербургской инженерной академии.
Лауреат премии Правительства Российской Федерации в области образования (2010) за научно-практическую и методическую разработку «Создание инновационной научно-образовательной системы подготовки кадров высшей квалификации в области лазерной технологии обработки материалов».